# Plonéour-Lanvern
Plonéour-Lanvern (bretonisch Ploneour-Lanwern) ist eine französische Gemeinde im Département Finistère in der Region Bretagne. Auf einer Fläche von 48,91 km² leben 6.403 Einwohner (Stand 1. Januar 2022).

## Namensherkunft
Der Name „Lanvern“ leitet sich aus den bretonischen Bestandteilen „lann“ (Einsiedelei) und „gwern“ (Moor) ab.

## Geografie
Die Gemeinde Plonéour-Lanvern liegt 18 Kilometer südwestlich von Quimper und sechs Kilometer nordöstlich der Atlantikküste.

## Infrastruktur
Neben mehreren Bäckereien und Restaurants gibt es in Plonéour-Lanvern auch einen Lebensmittelladen und einen Supermarkt. Der Ort verfügt über ein Postamt und ein Fremdenverkehrsamt.

## Bevölkerungsentwicklung
| Jahr                       | 1962 | 1968 | 1975 | 1982 | 1990 | 1999 | 2010 | 2020 |
| Einwohner                  | 4208 | 4087 | 4364 | 4508 | 4619 | 4800 | 5825 | 6300 |
| Quellen: Cassini und INSEE |      |      |      |      |      |      |      |      |

## Sehenswertes

### Kirche „Saint-Énéour“
Die alte Kirche wurde 1846 abgerissen und an gleicher Stelle 1847 mit dem Bau der neuen Kirche begonnen. Diese besteht nunmehr aus einem Mittelschiff und den zwei Kapellen St. Anne und St. Yves. Diese Kirche enthält die Altäre der St. Anne, St. Yves, Herbot Saint, St. Adrian und Allerseelen. Der Turm wurde erst 1875 fertiggestellt. Namenspatron der Pfarrei und der Kirche ist St. Énéour. Der Padon wird am ersten Sonntag im Mai gefeiert.

### Kapelle „Saint-Philibert“
Außerhalb des Ortes im Ortsteil Lanvern befindet sich die teilweise restaurierte Ruine der Kapelle „St. Philibert“ (Kirchenchor, Rosette und Westportal aus dem 15. Jahrhundert, Kirchenschiff aus dem 16. Jahrhundert). Das zugehörige Quellenheiligtum war wohl schon im 5. Jahrhundert bekannt. Der Kirchturm wurde 1675 während des Aufstands gegen die Papiersteuer enthauptet. Die Kirche wurde 1747 das erste Mal restauriert, verfiel aber im 19. und 20. Jahrhundert erneut. Die gegen Ende des 20. Jahrhunderts erneut aufgenommenen Restaurierungsarbeiten dauern noch an.

### Kapelle Notre-Dame de Languivoa
Nur wenige Kilometer entfernt steht die im 13. Jahrhundert erbaute „Chapelle de Languivoa“. Nachdem sie im 14. Jahrhundert zerstört wurde, konnte sie im Jahre 1967 völlig restauriert werden.

### Menhir von Plonéour-Lanvern
Im Bigouden-Land befinden sich eine Reihe von Grabhügeln und Megalithen. Dolmen und Menhire entstanden in der Jungsteinzeit (5000–3000 v. Chr.), wobei Dolmen Konstruktionen großer Steinplatten unter Steinhügeln sind, die kollektive Bestattungsplätze bedecken. Die Menhire wurden zu noch unbestimmten Zwecken aufgerichtet, meist in der Nähe von Wasserquellen oder Wasserläufen. Der Menhir von Plonéour-Lanvern ist auffällig bearbeitet. Er steht heute als Gemeindeeigentum im umfriedeten Pfarrbezirk und wird am sog. Pardon umtanzt. Weitere Menhire befinden sich außerhalb des Gemeindezentrums.

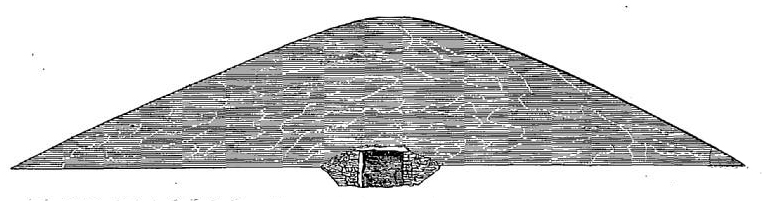
Der bronzezeitliche Tumulus von Kerhué Bras im Gemeindegebiet wurde ausgegraben

### Manoir du Trevilit
Privatbesitz. Nur freier externer Zugang. Ein Herrenhaus mit einem Spitzbogen über der Tür in einem quadratischen Innenhof. Die Fassade ist mit Maßwerk durchbohrt. Der Ursprung dieses Herrenhauses geht, nach einem historischen Testament aus dem frühen elften Jahrhundert zu urteilen, ins Mittelalter zurück. Dieses Dokument erwähnt, dass Benedic, Graf und Bischof von Cornouaille, zu seinem Tod der Abtei Landévennec Land vermachte im Austausch für seine Bestattung auf St. Guénolé und die Rückführung seiner Seele. Unterzeichnet haben dieses Schriftstück Alain Canhiart, der im Jahr 1058 verstarb, der neue Herzog von Cornouaille, Bischof Orscand und Gradlon. Mehrfach wechselten die Eigentümer bis während der Revolution das Anwesen von einer Familie Kerilis gekauft wurde.

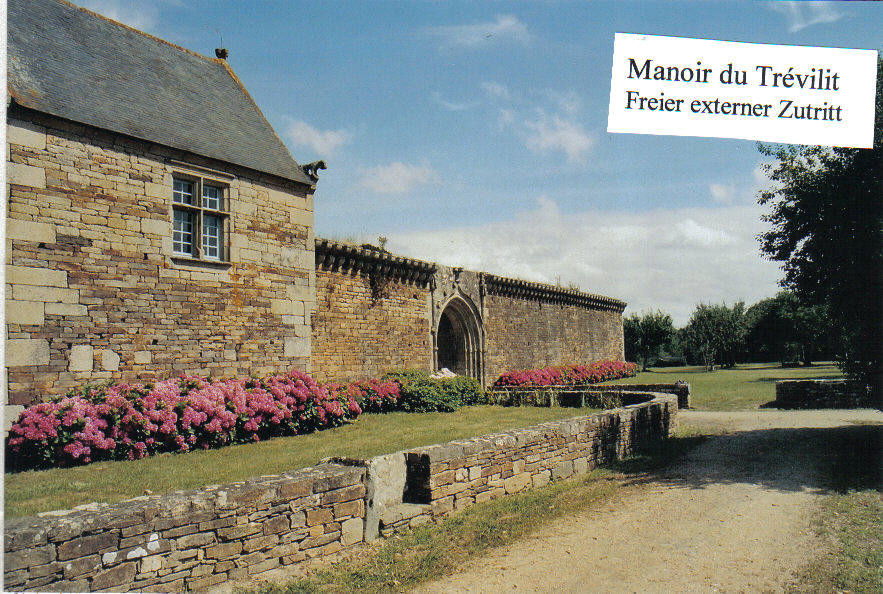
Manoir du Trevilit
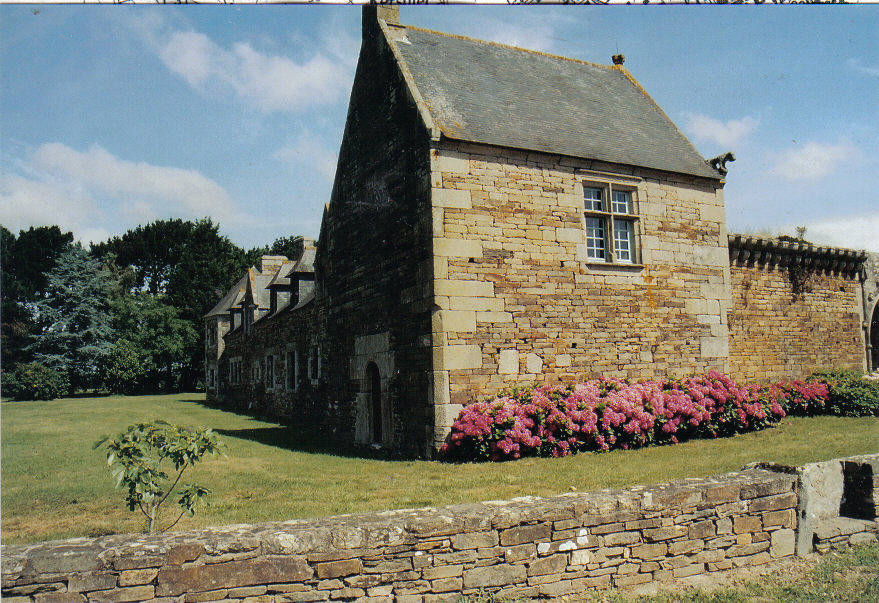
Manoir du Trevilit

### Manoir de Kerhuel
Dieser alte Landsitz Kerhuel Manor aus dem 15. Jahrhundert liegt inmitten einer Parkanlage von 6 ha und erfuhr vor und nach der Französischen Revolution häufige Eigentümerwechsel und auch Zerstörungen. Im 19. Jahrhundert wurde das Manoir teilweise rekonstruiert. Nur zehn Minuten von Quimper und im Herzen der südlichen Bretagne gelegen, führt von der D 156 eine schnurgerade Allee alter Bäume als markanter Anfahrtsweg zum Landsitz, der heute als Hotelanlage genutzt wird.

Manoir de Kerhuel
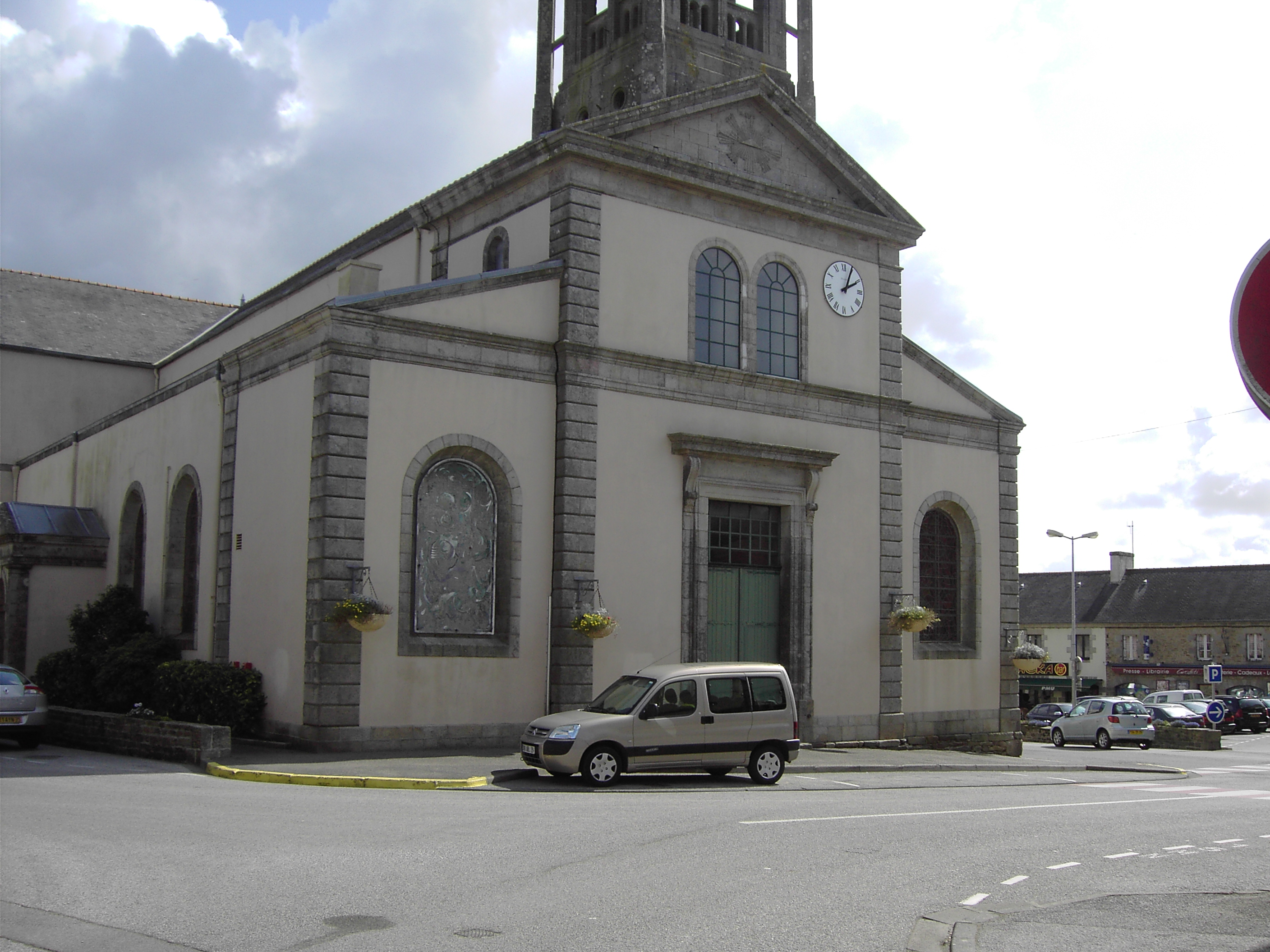
Kirche St. Énéour von Plonéour-Lanvern
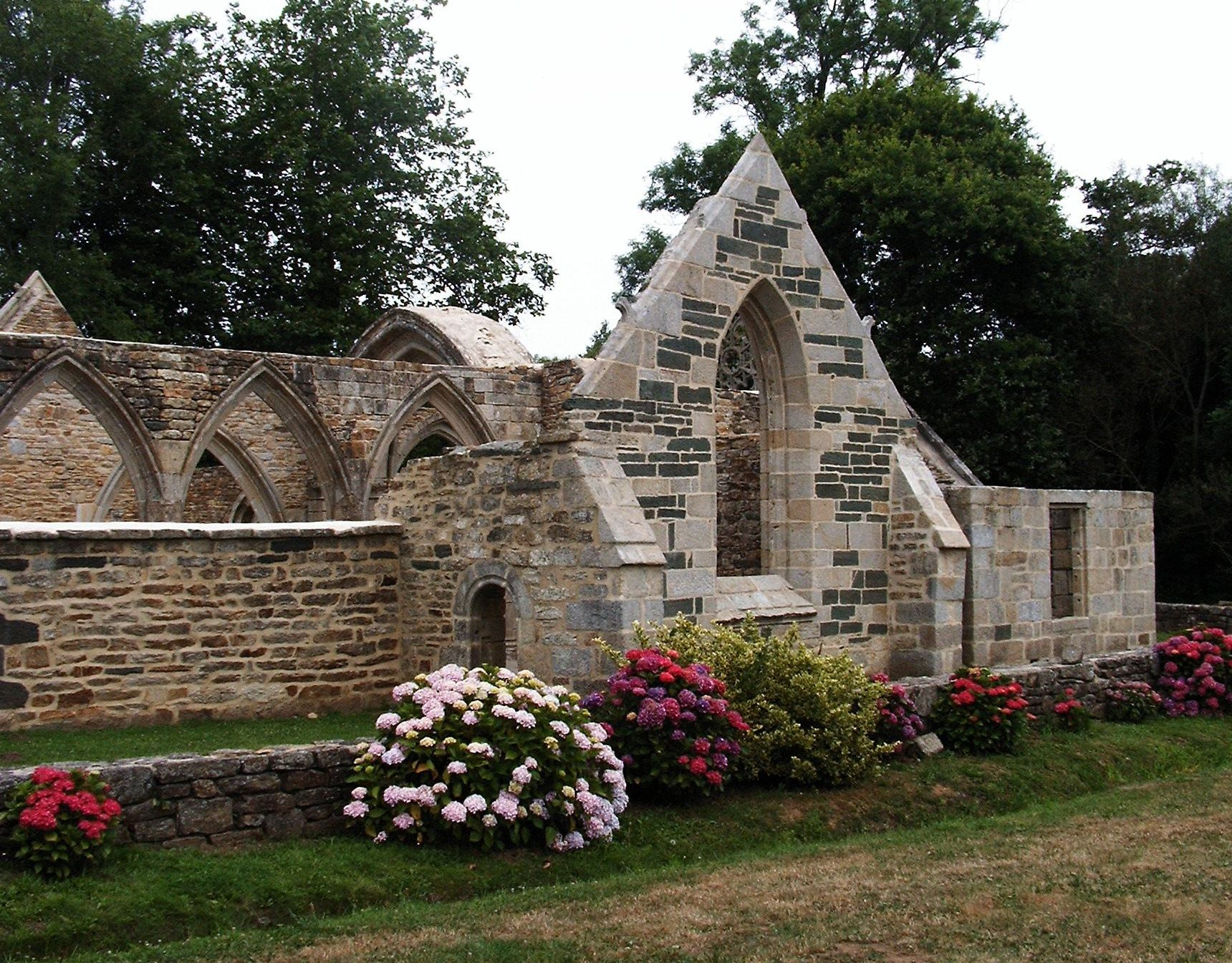
Ruine der Kapelle St. Philibert
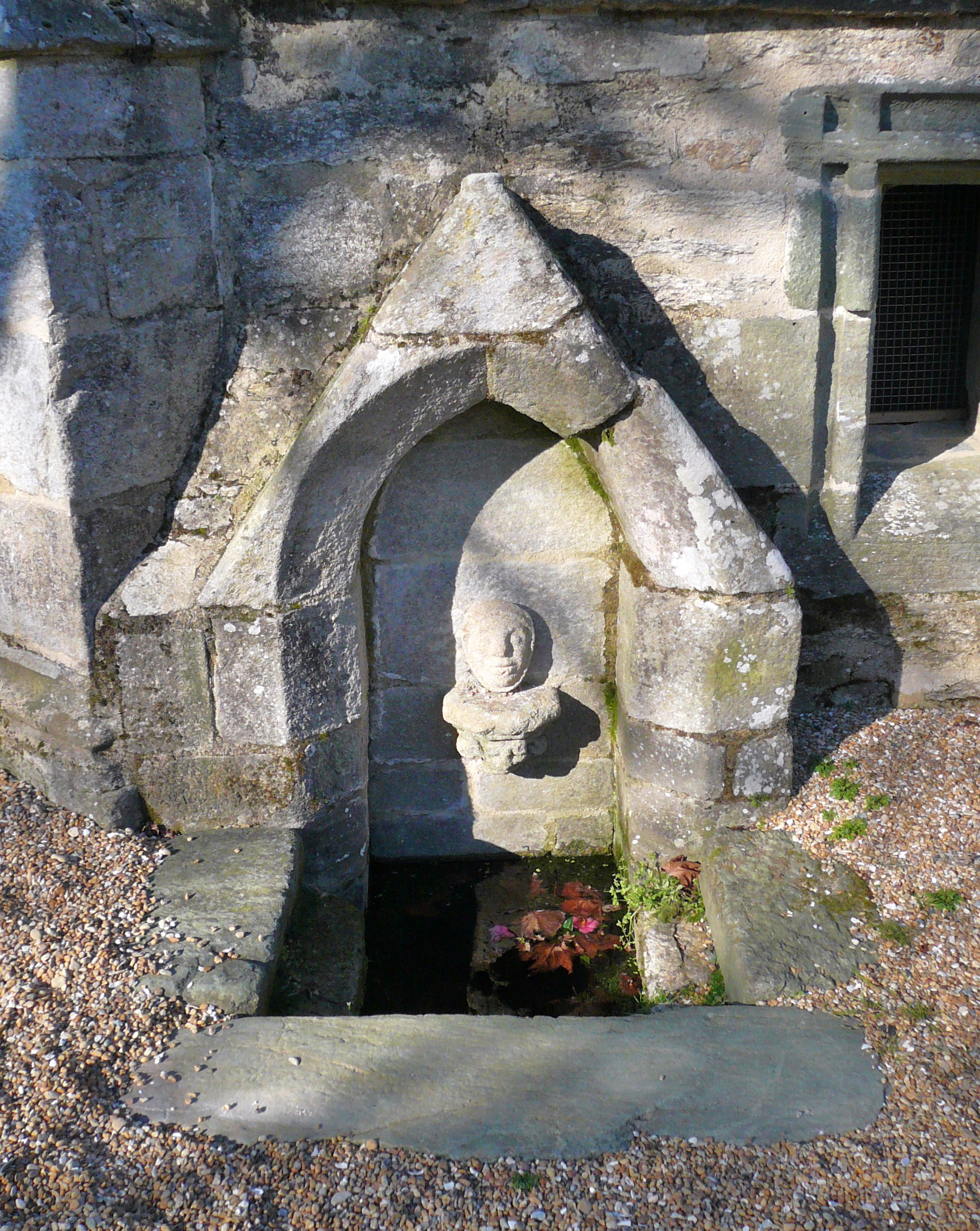
Historischer Brunnen an der Kapelle St. Philibert von Plonéour-Lanvern
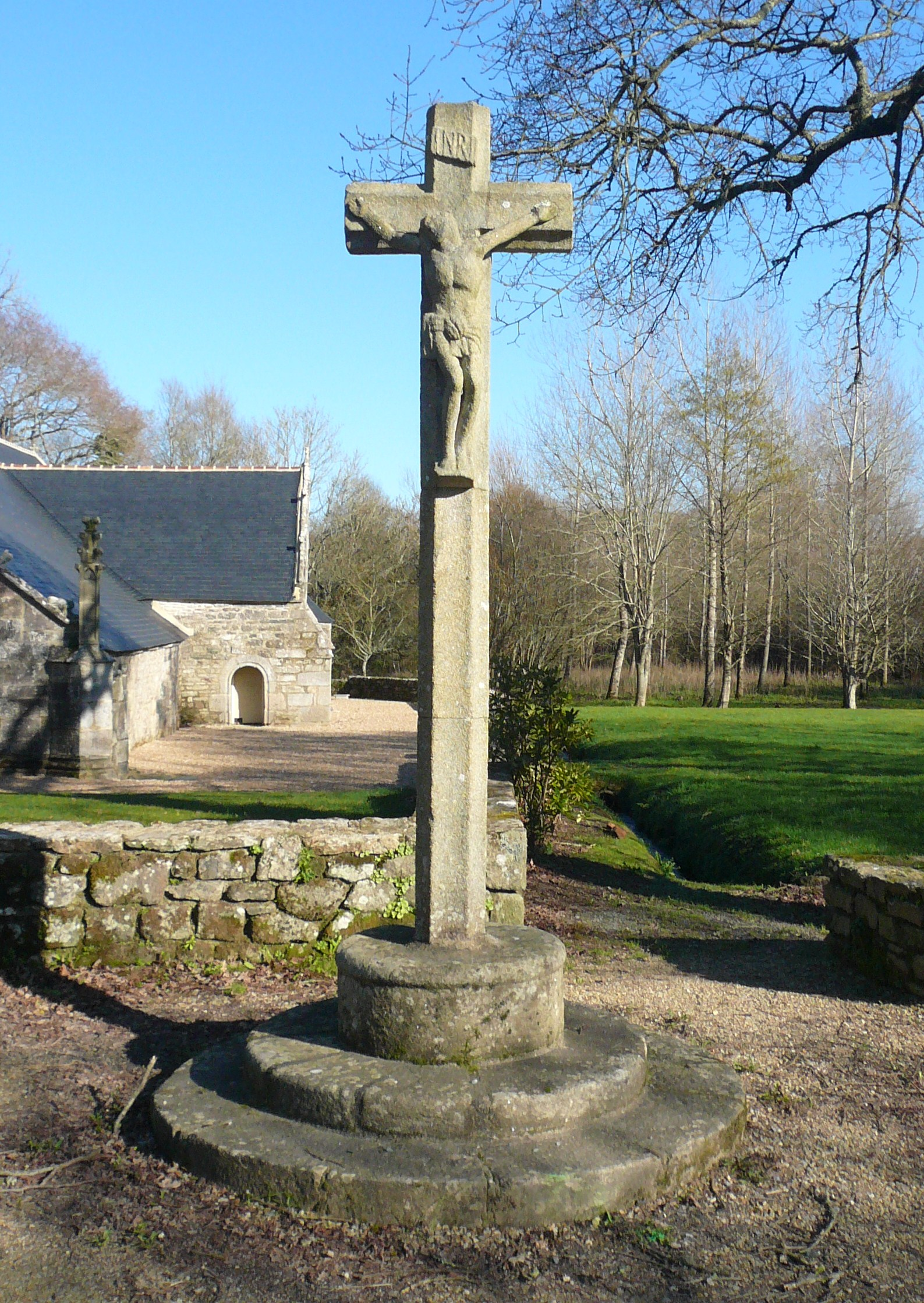
Kalvarienberg an der Kapelle St. Philibert
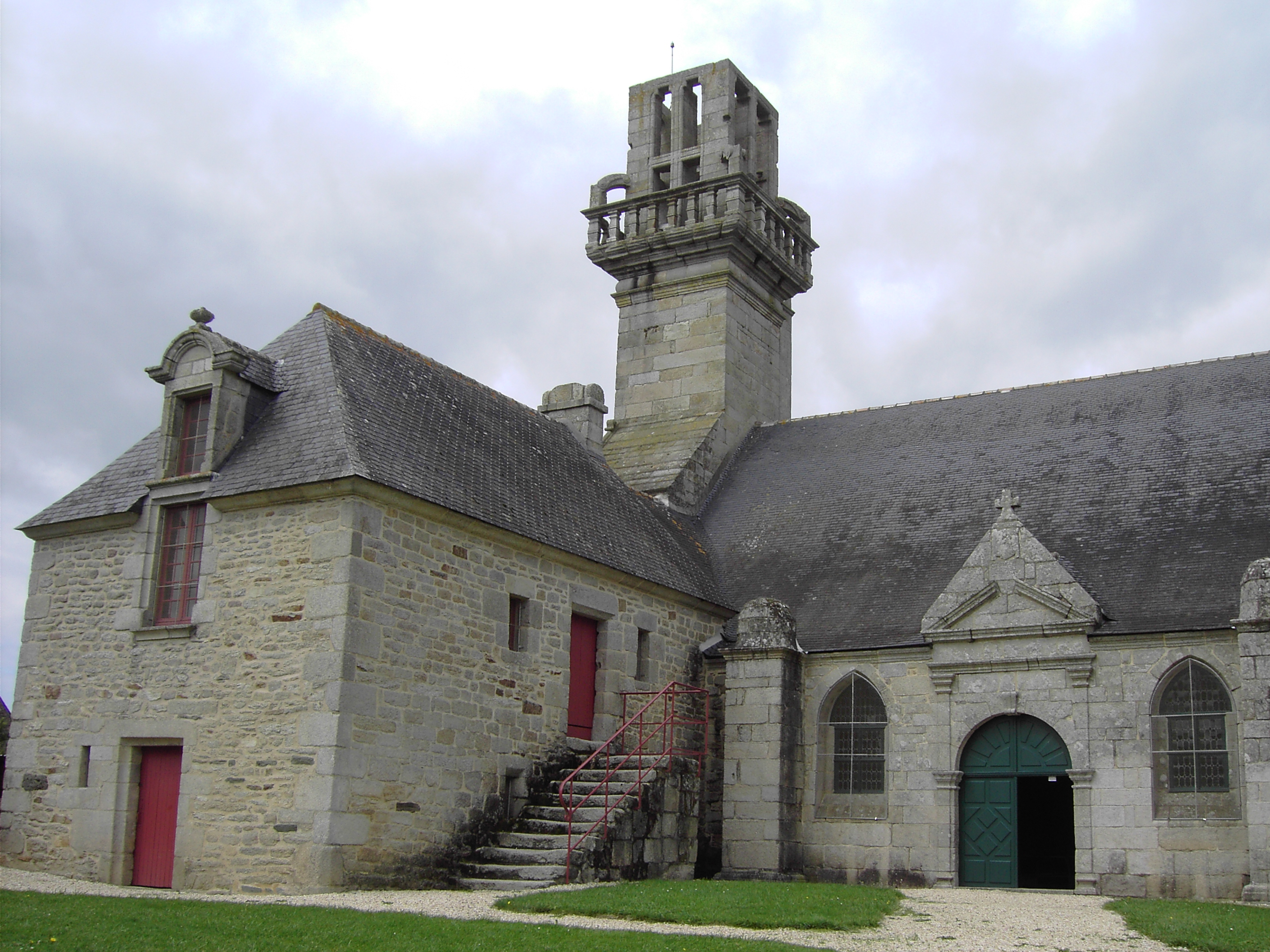
Kapelle von Notre Dame de Languivoa in Plonéour-Lanvern
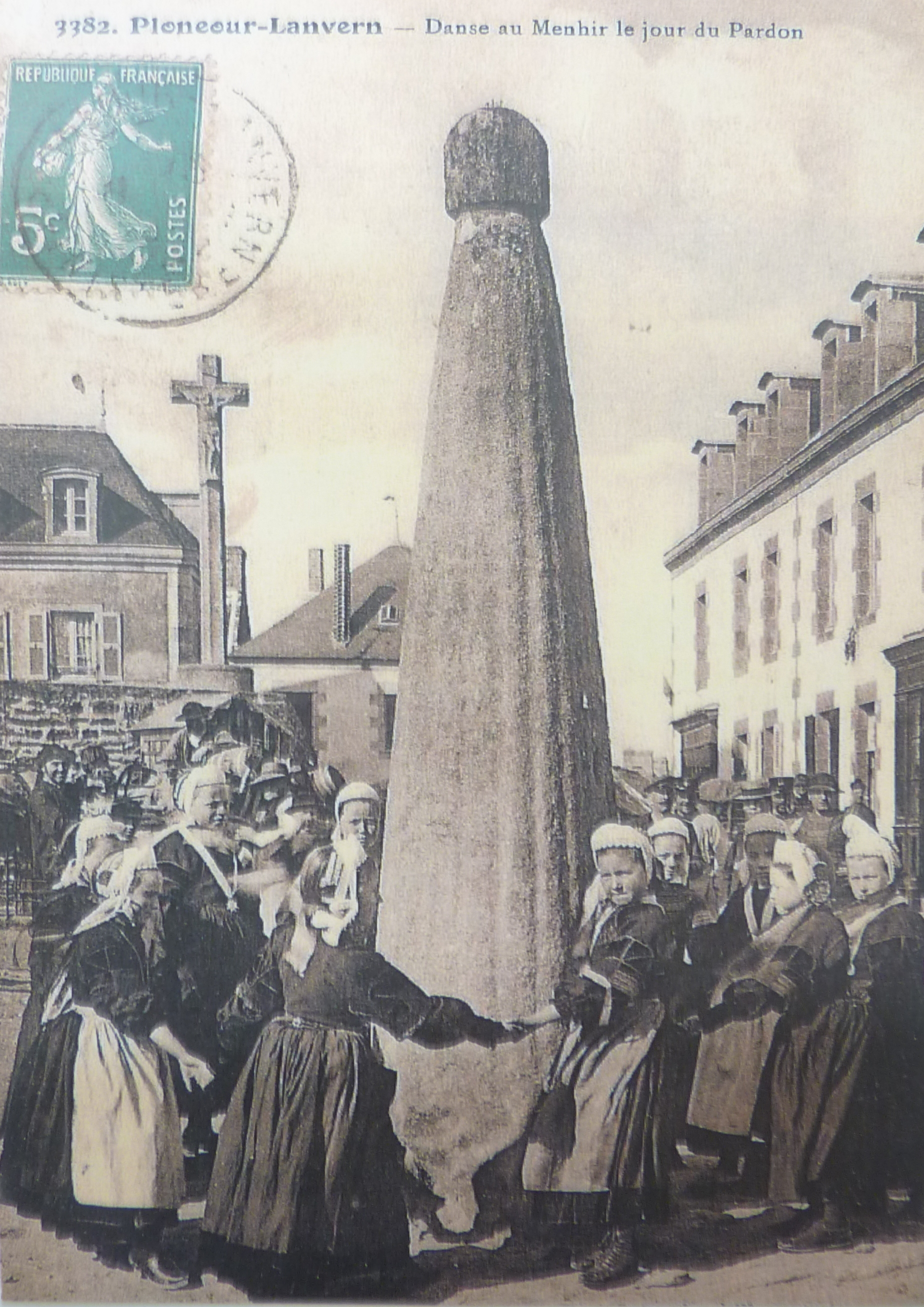
Tanz um den Menhir am Tag des Pardon
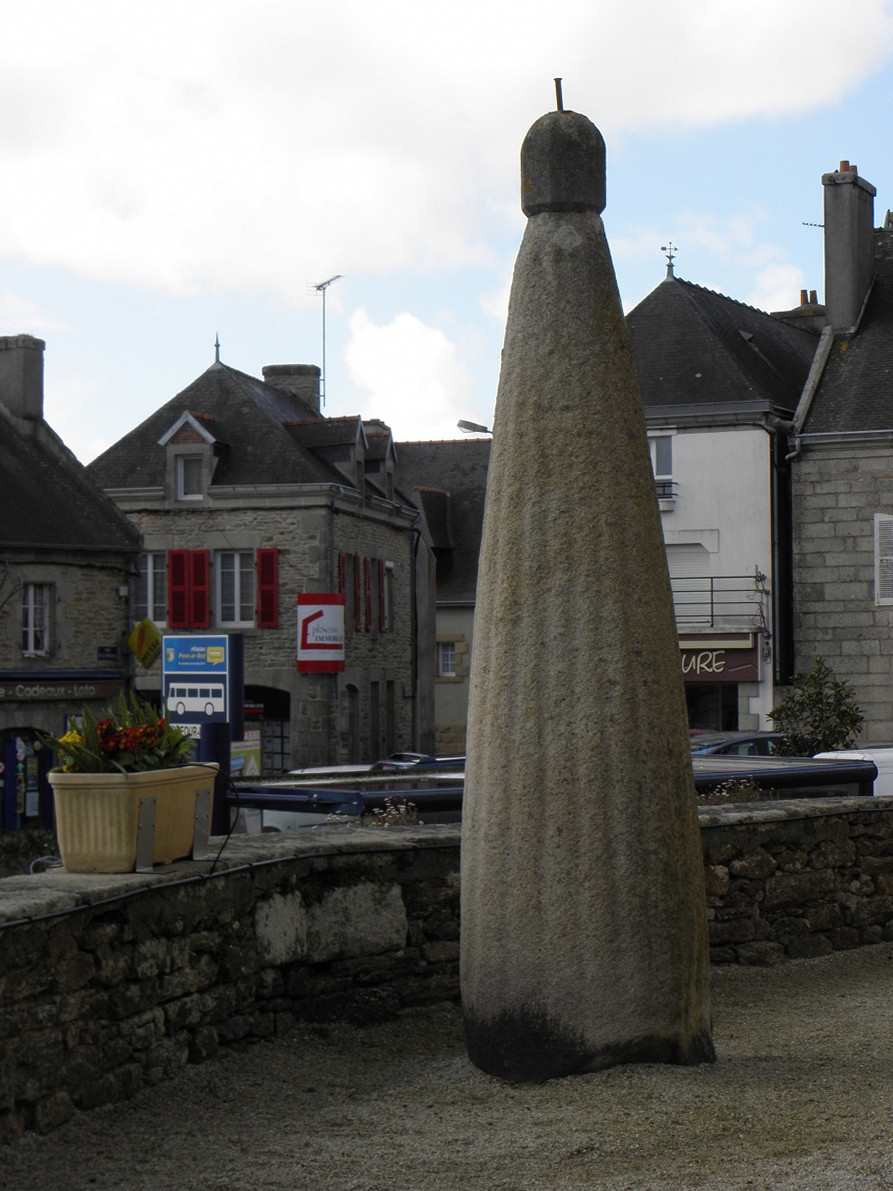
Aktuelles Foto des Menhir von Plonéour-Lanvern
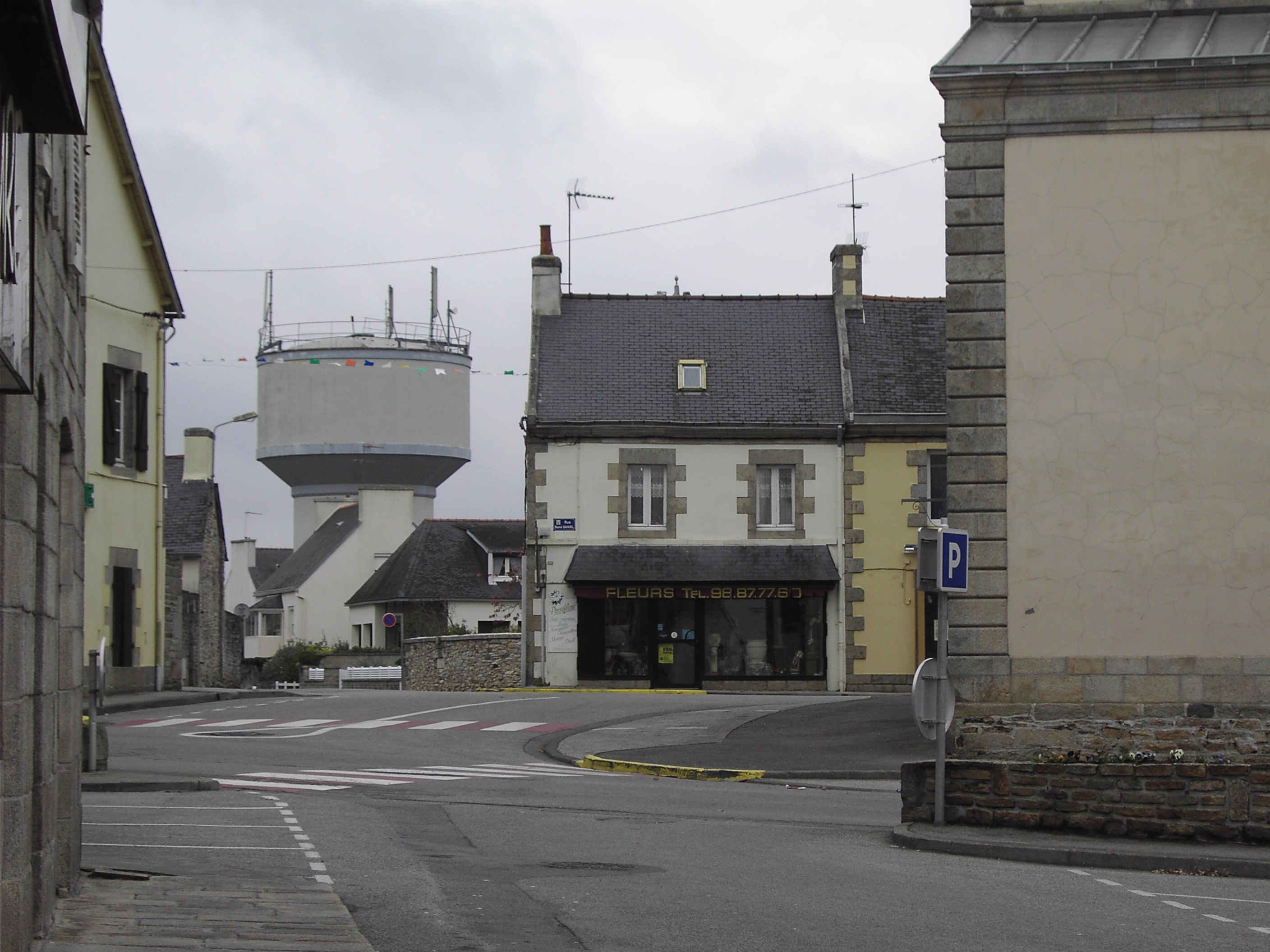
Chateau d’eau in Plonéour-Lanvern